# Mount Morris, Antarktis
Mount Morris är ett berg i Antarktis. Det ligger i Västantarktis. Chile gör anspråk på området. Toppen på Mount Morris är 3 347 meter över havet.
Terrängen runt Mount Morris är bergig österut, men västerut är den kuperad. Trakten är obefolkad. Det finns inga samhällen i närheten. 